# Гимнастически дружества (Източна Румелия)
Гимнастическите дружества са българска военизирана организация, създадена в Южна България непосредствено след Руско-турската война и Берлинския конгрес през 1878 и просъществувала до 1880 година с основна цел да предотврати връщането на турските войски и превръщането на областта в османски вилает.
Съгласно член 15 от подписания на 1 юли (стар стил) 1878 година Берлински договор Османската империя получава правото да държи военни гарнизони по границите на новообразуваната автономна провинция Източна Румелия. За да се противопоставят на това, през октомври и ноември същата година националистите от комитетите „Единство“ образуват дружества с привидно спортни, а всъщност военни, цели в Пловдив, Пазарджик, Хасково, Харманли, Бургас, Казанлък и редица други градове. В рамките на тези нерегламентирани от договора организации се извършва масова военна подготовка на населението. Първоначално тя е ръководена от бивши войници от Българското опълчение, а впоследствие и от руски офицери, с въоръжение, осигурено от временните руски власти. За целия период на съществуването им в гимнастическите дружества се записват и обучават 100 000 доброволци.
Под натиска на османското правителство и Европейската комисия за Източна Румелия през октомври 1879 година генерал-губернаторът Алеко Богориди нарежда разпускане на гимнастическите дружества. Въпреки това някои от тях просъществуват още няколко месеца. Членовете им са записани в резерва на областната милиция.
Поради масовостта и характера на дейността си, гимнастическите дружества допринасят за решението на султана да не праща войски в Източна Румелия. С това се създава благоприятна предпоставка за Съединението на областта с Княжество България през 1885 година.